# Tuv
Tuv är en tidigare tätort i Hemsedals kommun i Buskerud fylke i Norge. Orten ligger vid riksväg 52, nordväst om kommunens centralort Hemsedal.
2016 räknades orten som en tätort.